# Oscar alla miglior coreografia
L'Oscar alla migliore coreografia venne assegnato solamente dal 1936 al 1938 alle migliori coreografie.

## Vincitori e candidati
Vengono di seguito indicati in grassetto i vincitori. Ove ricorrente e disponibile, viene indicato il titolo in lingua italiana e quello in lingua originale tra parentesi.

### 1930
- 1936
  - I've Got a Feeling You're Fooling e Straw Hat (coreografie di Dave Gould) - rispettivamente di Follie di Broadway 1936 (Broadway Melody of 1936) e Folies Bergere
  - Lullaby of Broadway e The Words Are in My Heart (coreografie di Busby Berkeley) - Donne di lusso (Gold Diggers of 1935)
  - Latin from Manhattan e Playboy from Paree (coreografie di Bobby Connolly) - rispettivamente di Canzoni appassionate (Go Into Your Dance) e Broadway Hostess
  - Lovely Lady e Too Good to Be True (coreografie di Sammy Lee) -  King of Burlesque
  - It's the Animal in Me e Viennese Waltz (coreografie di LeRoy Prinz) - rispettivamente di Big Broadcast of 1936 e All the King's Horses
  - Hall of Kings (coreografia di Benjamin Zemach) - La donna eterna (She)
  - Piccolino e Top Hat, White Tie, and Tails (coreografie di Hermes Pan) - Cappello a cilindro (Top Hat)

- 1937
  - A Pretty Girl Is Like a Melody (coreografia di Seymour Felix) - Il paradiso delle fanciulle (The Great Ziegfeld)
  - Love and War (coreografia di Busby Berkeley) - Amore in otto lezioni (Gold Diggers of 1937)
  - 1000 Love Songs (coreografia di Bobby Connolly) - Caino e Abele (Cain and Mabel)
  - Swingin' the Jinx (coreografia di Dave Gould) - Nata per danzare (Born To Dance)
  - Skating Ensemble (coreografia di Jack Haskell) - Turbine bianco (One in a Million)
  - The Finale (coreografia di Russell Lewis) - Il pirata ballerino (Dancing Pirate)
  - Bojangles of Harlem (coreografia di Hermes Pan) - Follie d'inverno (Swing Time)

- 1938
  - Fun House (coreografia di Hermes Pan) - Una magnifica avventura (A Damsel in Distress)
  - The Finale (coreografia di Busby Berkeley) - Invito alla danza (Varsity Show)
  - Too Marvelous for Words (coreografia di Bobby Connolly) - Ready, Willing and Able
  - All God's Children Got Rhythm (coreografia di Dave Gould) - Un giorno alle corse (A Day at the Races)
  - Swing Is Here to Stay (coreografia di Sammy Lee) - Alì Babà va in città (Ali Baba Goes to Town)
  - Prince Igor Suite (coreografia di Harry Losee) - Scandalo al Grand Hotel (Thin Ice)
  - Luau (coreografia di LeRoy Prinz) - Waikiki Wedding